# Dinastia de Bragança
A Dinastia de Bragança (ou Brigantina) foi a quarta e última dinastia de reis e rainhas portugueses, que reinou em Portugal entre 1640 e 1910, sendo denominado por dinastia de Bragança o período em que a Casa de Bragança se tornou na Casa Real portuguesa, e, portanto, soberana do reino de Portugal e do império ultramarino português. Foi também a dinastia reinante no Reino Unido de Portugal, Brasil e Algarves (1815–1822), e imperante no Império do Brasil (1822–1889).
A consideração de uma Casa de Bragança-Saxe-Coburgo e Gotha como um ramo separado da original Casa de Bragança foi recentemente adoptada por historiadores que seguem as doutrinas de países estrangeiros onde se aplicava a Lei Sálica, que impedia as mulheres de ser herdeiras de casas dinásticas e de ascender, por si próprias, ao trono. Segundo essa teoria, a Casa de Bragança terá sido interrompida em D. Maria II, por esta ser mulher. Os filhos de D. Maria II seriam apenas herdeiros da dinastia do marido, a Casa de Saxe-Coburgo-Gota (da dinastia Wettin).
No entanto, em Portugal, as mulheres sempre puderam ser herdeiras e ascender ao trono. Seguindo as leis hereditárias tradicionais portuguesas considera-se que a legitimidade dinástica dos Bragança passou para D. Maria II e para os seus herdeiros, continuando a existir a original Casa de Bragança e não um ramo dinástico separado. Sendo assim, a maioria dos historiadores portugueses não reconhece a existência de uma Casa de Bragança-Saxe-Coburgo e Gotha.